# Jean Jacques de Bougie
Jean Jacques de Bougie, Marquis de Chaussade (* 1655 in Calonges in Aquitanien; † 1744 in Aachen) war Marschall von Frankreich und entstammte der adeligen Familie le Révérend de Bougy et du Mesnil ab 1400.

## Leben
Jean Jacques de Bougie wurde als Sohn des Lieutenant-général Marquis Jean de Bougy und der Comtesse Marie Judith de la Chaussade de Calonges geboren. Er stammte somit aus einer alten adeligen Familie aus Calvados. Sein Urgroßvater Olivier Reverend de Bougy kam durch seinen Einsatz gegen die Liga unter dem Oberbefehl des Duc de Montpellier als Retter von Caen zu Ehren; König Heinrich III. gab die Botschaft an Bougy, „daß seine Treue, die er auch bei vielen anderen Gelegenheiten bewiesen hat, ihm als solche die gesamte Basse-Normandie rettete“.
Jean Jacques de Bougi diente als Capitaine in der Leibkompanie des Régiments Colonel-général cavalerie, mit dem er an vielen Schlachten teilnahm. Die Kompanie Standarte des Regimentsinhabers – weiß mit goldenen Lilien. Die letzten neun Jahre hielt er den Rang eines Mestre de camp im Regiment.
Er heiratete Elizabet von Bar (Barre) de Camparnau, die einem uradeligen Geschlecht aus Montauban entstammte. Aus dieser Ehe stammten zwei Töchter und ein Sohn. Nachdem König Ludwig XIV. das Edikt von Nantes aufgehoben hatte, verließ Bougie Frankreich aus Glaubensgründen und emigrierte 1685 mit seinem Sohn und seiner Tante Suzanne de Calonges nach Den Haag.  Er verstarb im Jahre 1744 im Alter von 89 Jahren in Aachen.
Seine beiden Töchter blieben in Frankreich. Judith Elisabeth le Reverend de Bougy heiratete am 10. Januar 1714 den Obersten Charles Antoine Armand Odet d’Aydie, comte de Ribérac. Die andere Tochter heiratete einen Spross des Hauses Hue de Carpiquet, der die Herrschaft Bougy übernahm. Diese Familie existiert auch heute noch in Frankreich und nennt sich „Hue de Carpiquet de Bougy“ oder auch kurz „HdC de Bougy“.